# Republica Molossia
Molossia, cunoscută și sub numele de Republica Molossia, este o micronațiune învecinată cu Statele Unite ale Americii, fondată de Kevin Baugh, având sediul la domiciliul său din apropierea Dayton, Nevada. Republica Molossia s-a proclamat o națiune, dar nu este recunoscută ca o țară de către Națiunile Unite sau orice guvern major. Pe 16 aprilie 2016, Baugh a găzduit un tur al orașului Molossia, sponsorizat de site-ul Atlas Obscura .  Kevin Baugh continuă să plătească impozite pe teren în județul Storey (guvernului local recunoscut), deși îl numește "ajutor străin". Kevin Baugh a declarat: "Vrem cu toții să credem că avem propria noastră țară, dar știți că SUA este mult mai mare". 

## Istorie
Originile Molossiei provin dintr-un proiect de micronațiune de copilărie, numit Marea Republică Vuldstein, fondată de Baugh și James Spielman la 26 mai 1977.  Vuldstein a fost condus și populat de regele James I (Spielman) și prim-ministrul Baugh, deși James a părăsit la scurt timp Vuldstein. Baugh a folosit acest nume pentru a denumi mai multe „regate” în timp ce călătorea prin Europa. Din 1998 până în 1999, Molossia a fost membru al Protopopirilor Unite ale Utopiei 3. La 3 septembrie 1999, Baugh a înființat Republica Molossia ca țară succesoare la Vuldstein și s-a proclamat președinte. 

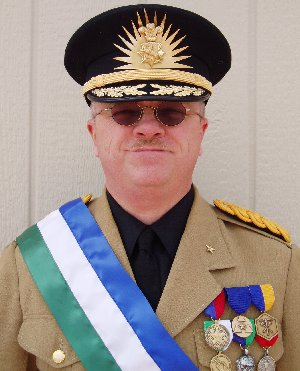
Președintele Kevin Baugh (născut la 30 iulie 1962).

La 13 noiembrie 2012, Kevin Baugh a creat o petiție pe site-ul Whitehouse.gov intitulată „Noi, oamenii, pentru a obține recunoașterea oficială a micronațiunii” (petiția "Noi oamenii"[nefuncțională]
). Acesta a declarat la ultimul recensământ al populației (18 martie 2012) 27 de locuitori (Newsbites Molossia).

## Teritoriu

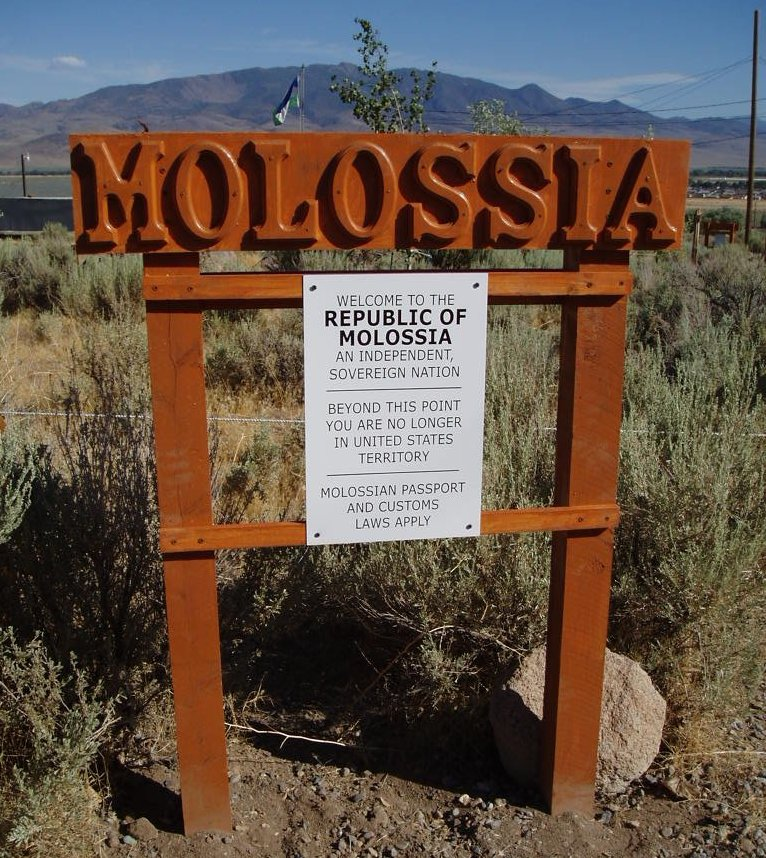
Semnul de frontieră, provincia Armonia.

Molossia este alcătuită din trei proprietăți (anterior patru) care sunt deținute de Kevin Baugh, în Statele Unite și cuprinzând o suprafață totală de 6,3 acri (2,5 ha)  : Provincia Harmony, aflată în apropierea orașului Dayton, Nevada, este cea mai mică dintre teritoriile Molossiei, la puțin mai mult de 1 acru (4.000 m2)     . Este locul principal de reședință al familiei Baugh și locul de destinație al capitalei Molossia, Baughston. Baughston a fost redenumit din Espera în 30 iulie 2013 pentru a comemora ziua de 51 de ani a președintelui Baugh.  Adresa străzii Statelor Unite ale Americii pentru casa lui Kevin Baugh este 226 Mary Lane Road, Dayton, Nevada 89403. 
În august 2003, Baugh a achiziționat o mică bucată de teren rural în California de Nord. A fost vorba de Colonia lui Farfalla . Proprietatea a fost vândută la sfârșitul anului 2005, după ce Baugh a moștenit mai multe terenuri pe care ulterior le-a numit provincia Desert Homestead din California de Sud.  Desert Homestead fusese deținută de bunicul lui Baugh, iar proprietatea a fost declarată monument național dedicat lui. La începutul anului 2015 o colonie Farfalla a devenit din nou teritoriu molossian. 

## Economie
Moneda Molossiei este valora, care este împărțită în 100 de băuturi spirtoase și este legată de valoarea relativă a aluatului cookie Pillsbury .  Aluatul de tip cookie este stocat într-un ansamblu numit Bank of Molossia, din care sunt vândute monede valora fabricate din chips-uri și bancnote imprimate.   Marea poveste mare a lui CNN a inclus, de asemenea, Molossia și Baugh. 

## Război revendicat cu Germania de Est
Republica Molossia susține că se află în război cu Germania de Est, pretinzând că sunt responsabili pentru exercițiile militare efectuate de Kevin Baugh, în timp ce se află la Militarul Statelor Unite din Germania de Vest și, prin urmare, sunt responsabili de lipsa de somn care rezultă.   În timp ce Germania de Est a încetat în mod oficial să existe în 1990 prin Tratatul de soluționare finală cu privire la Germania, Molossia susține că insula Ernst Thälmann, prin dedicația Cubei către politicianul german Weimar Ernst Thälmann și lipsa menționării în Tratatul privind soluționarea finală sau de către națiunea Cubei, este încă o țară din estul Germaniei, permițând războiul să continue. 

## Simboluri nationale
Steagul Molossiei este un tricolor orizontal albastru, alb și verde. Barul albastru reprezintă puterea națiunii și cerul deșertului, bara albă reprezintă puritatea și munții din jur, iar barul verde reprezintă prosperitatea și peisajul molossian. 
Alte simboluri naționale ale Molossiei includ mustangul, animalul național; pusul desert, pasărea națională; și ienupărul comun și cornul de păianjen comun, arborele național și flora Molossiei, respectiv. 